# Női gyeplabdatorna az 1992. évi nyári olimpiai játékokon
Az 1992. évi nyári olimpiai játékokon a női gyeplabdatornát július 27. és augusztus 7. között rendezték. A tornán 8 nemzet csapata vett részt.

## Lebonyolítás
A 8 résztvevőt 2 darab 4 csapatos csoportba sorsolták. Körmérkőzések döntötték el a csoportok végeredményét. A csoportból az első két helyezett jutott tovább az elődöntőbe, ahonnan egyenes kieséses rendszerben folytatódott a torna. A csoportok harmadik és negyedik helyezettjei az 5–8. helyért mérkőzhettek.

## Csoportkör
| Színmagyarázat                                                             |
| -------------------------------------------------------------------------- |
| A csoportok első két helyezettje bejutott az elődöntőbe.                   |
| A csoportok harmadik és negyedik helyezettjei az 5–8. helyért játszhattak. |

### A csoport
| Csapat              | M | Gy | D | V | G+ | G– | Gk | P |
| ------------------- | - | -- | - | - | -- | -- | -- | - |
| Németország (GER)   | 3 | 2  | 1 | 0 | 7  | 2  | +5 | 5 |
| Spanyolország (ESP) | 3 | 2  | 1 | 0 | 5  | 3  | +2 | 5 |
| Ausztrália (AUS)    | 3 | 1  | 0 | 2 | 2  | 2  | 0  | 2 |
| Kanada (CAN)        | 3 | 0  | 0 | 3 | 1  | 8  | –7 | 0 |

| 1992. július 27. 16:00 | Ausztrália (AUS) | 2–0   | Kanada (CAN) | Játékvezetők: Dominique Ache (BEL) Lee Mi Ok (KOR) |
| 1992. július 27. 16:00 | Tooth Haslam     | (0–0) |              | Játékvezetők: Dominique Ache (BEL) Lee Mi Ok (KOR) |

| 1992. július 27. 17:30 | Spanyolország (ESP) | 2–2   | Németország (GER) | Játékvezetők: Gill Clarke (GBR) Jolanda Mohlmann (NED) |
| 1992. július 27. 17:30 | Iceta 2             | (1–2) | Hentschel 2       | Játékvezetők: Gill Clarke (GBR) Jolanda Mohlmann (NED) |

| 1992. július 29. 17:30 | Ausztrália (AUS) | 0–1   | Németország (GER) | Játékvezetők: Laura Crespo (ARG) Dominique Ache (BEL) |
| 1992. július 29. 17:30 |                  | (0–0) | Becker            | Játékvezetők: Laura Crespo (ARG) Dominique Ache (BEL) |

| 1992. július 29. 18:00 | Spanyolország (ESP) | 2–1   | Kanada (CAN) | Játékvezetők: Gill Clarke (GBR) Jane Robertson (GBR) |
| 1992. július 29. 18:00 | Iceta 2             | (1–0) | Covey        | Játékvezetők: Gill Clarke (GBR) Jane Robertson (GBR) |

| 1992. augusztus 2. 18:00 | Kanada (CAN) | 0–4   | Németország (GER)               | Játékvezetők: Renee Chatas (USA) Dominique Ache (BEL) |
| 1992. augusztus 2. 18:00 |              | (0–3) | Hentschel 2 Dickenscheid Becker | Játékvezetők: Renee Chatas (USA) Dominique Ache (BEL) |

| 1992. augusztus 2. 20:00 | Spanyolország (ESP) | 1–0   | Ausztrália (AUS) | Játékvezetők: Jolanda Mohlmann (NED) Jane Robertson (GBR) |
| 1992. augusztus 2. 20:00 | Perez               | (1–0) |                  | Játékvezetők: Jolanda Mohlmann (NED) Jane Robertson (GBR) |

### B csoport
| Csapat               | M | Gy | D | V | G+ | G– | Gk | P |
| -------------------- | - | -- | - | - | -- | -- | -- | - |
| Dél-Korea (KOR)      | 3 | 2  | 0 | 1 | 8  | 3  | +5 | 4 |
| Nagy-Britannia (GBR) | 3 | 2  | 0 | 1 | 7  | 5  | +2 | 4 |
| Hollandia (NED)      | 3 | 2  | 0 | 1 | 4  | 3  | +1 | 4 |
| Új-Zéland (NZL)      | 3 | 0  | 0 | 3 | 2  | 10 | –8 | 0 |

| 1992. július 27. 18:00 | Új-Zéland (NZL) | 0–5   | Dél-Korea (KOR)                                                                                 | Játékvezetők: Christiane Asselman (BEL) Laura Crespo (ARG) |
| 1992. július 27. 18:00 |                 | (0–1) | Csang Undzsong (Jang Eun-Jeong) 2 I Gjonghi (Lee Gyeong-Hui) 2 Kvon Cshangszuk (Gwon Chang-Suk) | Játékvezetők: Christiane Asselman (BEL) Laura Crespo (ARG) |

| 1992. július 27. 20:00 | Hollandia (NED)            | 2–1   | Nagy-Britannia (GBR) | Játékvezetők: Peri Buckley (AUS) Virginia Laje Davilla (ESP) |
| 1992. július 27. 20:00 | Lejeune-van der Ben Ruiter | (1–1) | Nevill               | Játékvezetők: Peri Buckley (AUS) Virginia Laje Davilla (ESP) |

| 1992. július 29. 16:00 | Dél-Korea (KOR)                 | 1–3   | Nagy-Britannia (GBR) | Játékvezetők: Virginia Laje Davilla (ESP) Maria Hernandez (ESP) |
| 1992. július 29. 16:00 | Csang Undzsong (Jang Eun-Jeong) | (0–2) | Sixsmith 2 S.Fraser  | Játékvezetők: Virginia Laje Davilla (ESP) Maria Hernandez (ESP) |

| 1992. július 29. 20:00 | Hollandia (NED)       | 2–0   | Új-Zéland (NZL) | Játékvezetők: Renee Chatas (USA) Louise Lanning (CAN) |
| 1992. július 29. 20:00 | Lejeune-van der Ben 2 | (2–0) |                 | Játékvezetők: Renee Chatas (USA) Louise Lanning (CAN) |

| 1992. augusztus 2. 16:00 | Dél-Korea (KOR)                                        | 2–0   | Hollandia (NED) | Játékvezetők: Peri Buckley (AUS) Maria Hernandez (ESP) |
| 1992. augusztus 2. 16:00 | Jang Hjeszuk (Yang Hye-Suk) I Gjonghi (Lee Gyeong-Hui) | (1–0) |                 | Játékvezetők: Peri Buckley (AUS) Maria Hernandez (ESP) |

| 1992. augusztus 2. 17:30 | Új-Zéland (NZL)   | 2–3   | Nagy-Britannia (GBR) | Játékvezetők: Louise Lanning (CAN) Christiane Asselman (BEL) |
| 1992. augusztus 2. 17:30 | Clinton Bell-Kake | (1–1) | Ramsay Johnson 2     | Játékvezetők: Louise Lanning (CAN) Christiane Asselman (BEL) |

## Egyenes kieséses szakasz

### Az 5–8. helyért
| 1992. augusztus 4. 9:30 | Ausztrália (AUS)             | 5–1   | Új-Zéland (NZL) | Játékvezetők: Lee Mi Ok (KOR) Maria Hernandez (ESP) |
| 1992. augusztus 4. 9:30 | Pereira 3 Capes-Hager Hawkes | (3–0) | Clinton         | Játékvezetők: Lee Mi Ok (KOR) Maria Hernandez (ESP) |

| 1992. augusztus 4. 17:30 | Hollandia (NED)                 | 2–0   | Kanada (CAN) | Játékvezetők: Virginia Laje Davilla (ESP) Gill Clarke (GBR) |
| 1992. augusztus 4. 17:30 | Steenberghe Lejeune-van der Ben | (0–0) |              | Játékvezetők: Virginia Laje Davilla (ESP) Gill Clarke (GBR) |

### Elődöntők
| 1992. augusztus 4. 17:00 | Dél-Korea (KOR)                  | 1–2 (h. u.) | Spanyolország (ESP) | Játékvezetők: Dominique Ache (BEL) Peri Buckley (AUS) |
| 1992. augusztus 4. 17:00 | Kvon Cshangszuk (Gwon Chang-Suk) | (1–1, 1–1)  | Gomez Cobos         | Játékvezetők: Dominique Ache (BEL) Peri Buckley (AUS) |

| 1992. augusztus 4. 19:30 | Németország (GER)        | 2–1   | Nagy-Britannia (GBR) | Játékvezetők: Jolanda Mohlmann (NED) Laura Crespo (ARG) |
| 1992. augusztus 4. 19:30 | Ernsting-Krienke Lätzsch | (1–1) | Sixsmith             | Játékvezetők: Jolanda Mohlmann (NED) Laura Crespo (ARG) |

### A 7. helyért
| 1992. augusztus 6. 9:30 | Új-Zéland (NZL) | 0–2   | Kanada (CAN) | Játékvezetők: Christiane Asselman (BEL) Renee Chatas (USA) |
| 1992. augusztus 6. 9:30 |                 | (0–0) | Covey Gaiga  | Játékvezetők: Christiane Asselman (BEL) Renee Chatas (USA) |

### Az 5. helyért
| 1992. augusztus 6. 17:30 | Ausztrália (AUS)        | 2–0   | Hollandia (NED) | Játékvezetők: Jane Robertson (GBR) Louise Lanning (CAN) |
| 1992. augusztus 6. 17:30 | Annan Powell-Carruthers | (0–0) |                 | Játékvezetők: Jane Robertson (GBR) Louise Lanning (CAN) |

### Bronzmérkőzés
| 1992. augusztus 7. 17:00 | Nagy-Britannia (GBR)        | 4–3 (h. u.) | Dél-Korea (KOR)                                                                 | Játékvezetők: Jolanda Mohlmann (NED) Maria Hernandez (ESP) |
| 1992. augusztus 7. 17:00 | Sixsmith 2 Johnson S.Fraser | (1–2, 3–3)  | Csang Undzsong (Jang Eun-Jeong) No Jongmi (No Yeong-Mi) Im Gjeszuk (Im Gye-Suk) | Játékvezetők: Jolanda Mohlmann (NED) Maria Hernandez (ESP) |

### Döntő
| 1992. augusztus 7. 19:30 | Németország (GER) | 1–2   | Spanyolország (ESP) | Játékvezetők: Dominique Ache (BEL) Peri Buckley (AUS) |
| 1992. augusztus 7. 19:30 | Hentschel         | (1–1) | Cobos Verge         | Játékvezetők: Dominique Ache (BEL) Peri Buckley (AUS) |

| Az 1992. évi nyári olimpiai játékok női gyeplabdatornájának olimpiai bajnoka |
| · SPANYOLORSZÁG · 1. cím                                                     |
| ---------------------------------------------------------------------------- |

## Végeredmény
| Helyezés | Csapat               | M | Gy | D | V | G+ | G– | Gk  | P |
| -------- | -------------------- | - | -- | - | - | -- | -- | --- | - |
| Arany    | Spanyolország (ESP)  | 5 | 4  | 1 | 0 | 9  | 5  | +4  | 9 |
| Ezüst    | Németország (GER)    | 5 | 3  | 1 | 1 | 10 | 5  | +5  | 7 |
| Bronz    | Nagy-Britannia (GBR) | 5 | 3  | 0 | 2 | 12 | 10 | +2  | 6 |
| 4.       | Dél-Korea (KOR)      | 5 | 2  | 0 | 3 | 12 | 9  | +3  | 4 |
|          |                      |   |    |   |   |    |    |     |   |
| 5.       | Ausztrália (AUS)     | 5 | 3  | 0 | 2 | 9  | 3  | +6  | 6 |
| 6.       | Hollandia (NED)      | 5 | 1  | 0 | 4 | 3  | 10 | –7  | 2 |
| 7.       | Kanada (CAN)         | 5 | 3  | 0 | 2 | 6  | 5  | +1  | 6 |
| 8.       | Új-Zéland (NZL)      | 5 | 0  | 0 | 5 | 3  | 17 | –14 | 0 |